# Rafael Kamil Dzhabrailov
Rafael Kamil Dzhabrailov 'Рафаэль Камиль оглы Джабраилов' (né le 28 décembre 1958 - mort le 30 septembre 2021) est un homme politique azerbaïdjanais. De 2005 à 2020, il est membre de l'Assemblée nationale d'Azerbaïdjan. Rafael Kamil Dzhabrailov est élu en tant qu'indépendant.
Dzhabrailov est décédé de la COVID-19 à Bakou le 30 septembre 2021, à l'âge de 62 ans.